# Antonio Núñez
Antonio Núñez Tena (ur. 15 stycznia 1979 w Madrycie) – hiszpański piłkarz, gracz Deportivo La Coruña.

## Kariera
Núñez rozpoczął karierę w klubie CD San Federico, a w 1999 dołączył do występującego wówczas w trzeciej lidze CD Las Rozas. Dwa lata później podpisał kontrakt z Realem Madryt, któremu kibicował od dziecka. Trzy lata występował w drużynie rezerw, w której zaliczył 63 mecze. We wrześniu 2003 zadebiutował w pierwszej drużynie w zremisowanym 1:1 meczu z Villarreal CF, w którym to zdobył również swoją pierwszą bramkę dla klubu. W 2004 menedżer Liverpoolu Rafael Benítez sprowadził Núñeza na Anfield Road jako część rozliczenia za Michaela Owena, który związał się z Realem.
Na jednym z pierwszych treningów w nowym zespole doznał kontuzji kolana, przez co musiał pauzować trzy miesiące. Po wyleczeniu urazu zadebiutował w drużynie wchodząc w 69 minucie za Florenta Sinama-Pongolle w wygranym 2:1 spotkaniu z Arsenal F.C., 28 listopada 2004. Núñez strzelił swojego pierwszego i jedynego gola dla Liverpoolu w przegranej 2:3 potyczce z Chelsea F.C. w finale Pucharu Ligi na Millennium Stadium. Zwyciężył z zespołem w rozgrywkach Ligi Mistrzów w 2005, w decydującym meczu z A.C. Milan był zawodnikiem rezerwowym.
26 lipca 2005 podpisał kontrakt z Celtą Vigo. W klubie rozegrał 79 meczów, po czym na zasadzie wolnego transferu dołączył do Realu Murcia, gdzie zadebiutował 30 sierpnia 2008 w przegranym 0:1 spotkaniu z Rayo Vallecano. W 2009 roku przeszedł do Apollonu Limassol, a w 2012 do SD Huesca.